# Simas Machado
Pour les articles homonymes, voir Machado.
José Augusto de Simas Machado (Braga, 25 juillet 1859 — Coimbra, 17 mars 1927) général et homme politique portugais. Il a commandé la 2e Division du Corps Expéditionnaire Portugais (CEP) pendant la Première Guerre mondiale.

## Biographie
Il est né à Braga, le 25 juillet 1859. Ses parents, António de Simas Machado et Teresa de Jesus Ferreira Simas étaient originaires de l'île de Pico aux Açores.